# فرودگاه ینینگ
فرودگاه ینینگ  (به انگلیسی: Yining Airport) یک فرودگاه همگانی با کد یاتا YIN است . این فرودگاه در کشور چین قرار دارد و در ارتفاع ۶۶۶ متری از سطح دریا واقع شده است.